# Khanewal
Khanewal (en ourdou : خانیوال) est une ville située dans la province du Pendjab au Pakistan. Elle est la capitale du district de Khanewal. C'est une place ferroviaire importante du pays. Les 300 kilomètres de la ligne Knanewal-Lahore forment la seule ligne électrifiée du Pakistan.
La population de la ville a été multipliée par plus de trois entre 1972 et 2017, passant de 67 746 habitants à 227 059. Entre 1998 et 2017, la croissance annuelle moyenne s'affiche à 2,8 %, un peu supérieure à la moyenne nationale de 2,4 %. En 2023, la population de la ville monte à 281 890 habitants.
La ville est majoritairement pendjabie, puisque près de 55 % des habitants en parlent la langue, tandis qu'environ 37 % des habitants ont l'ourdou pour langue maternelle, et 7 % le saraiki.
Essentiellement musulmane, la ville inclut une petite minorité chrétienne, comptant plus de 7 000 fidèles, plus de 2 % des habitants de la ville.
Le taux d'alphabétisation de la ville s'élève à 78 % en 2023 (contre une moyenne nationale de 61 %), dont 82 % pour les hommes et 74 % pour les femmes.
|            | 1972 (rec.) | 1981 (rec.) | 1998 (rec.) | 2017 (rec.) | 2023 (rec.) |
| ---------- | ----------- | ----------- | ----------- | ----------- | ----------- |
| Population | 67 746      | 89 090      | 133 986     | 227 059     | 281 890     |